# هیئت کتابخانه ملی

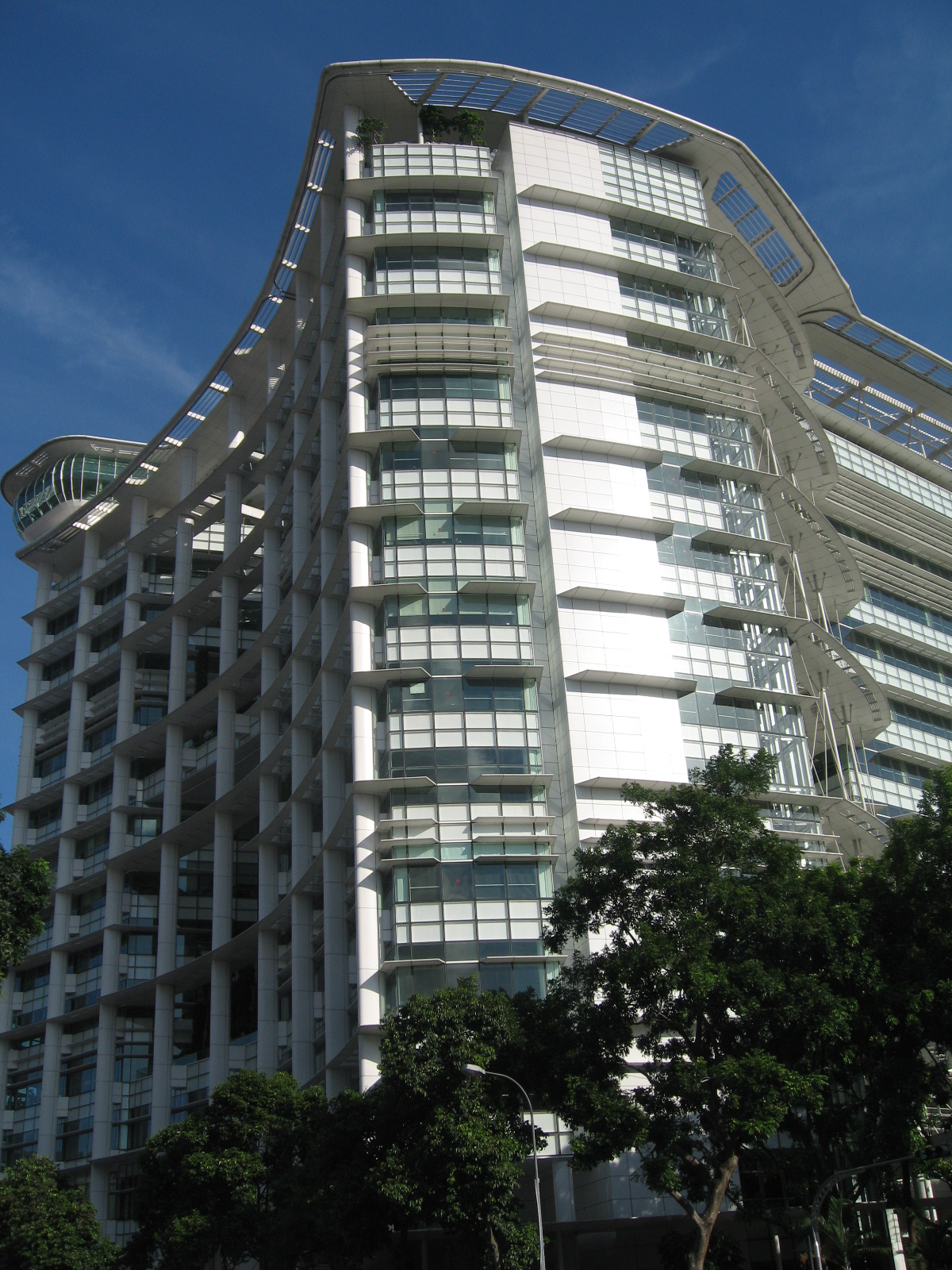
ساختمان کتابخانه ملی سنگاپور مقر شورای کتابخانه ملی است.

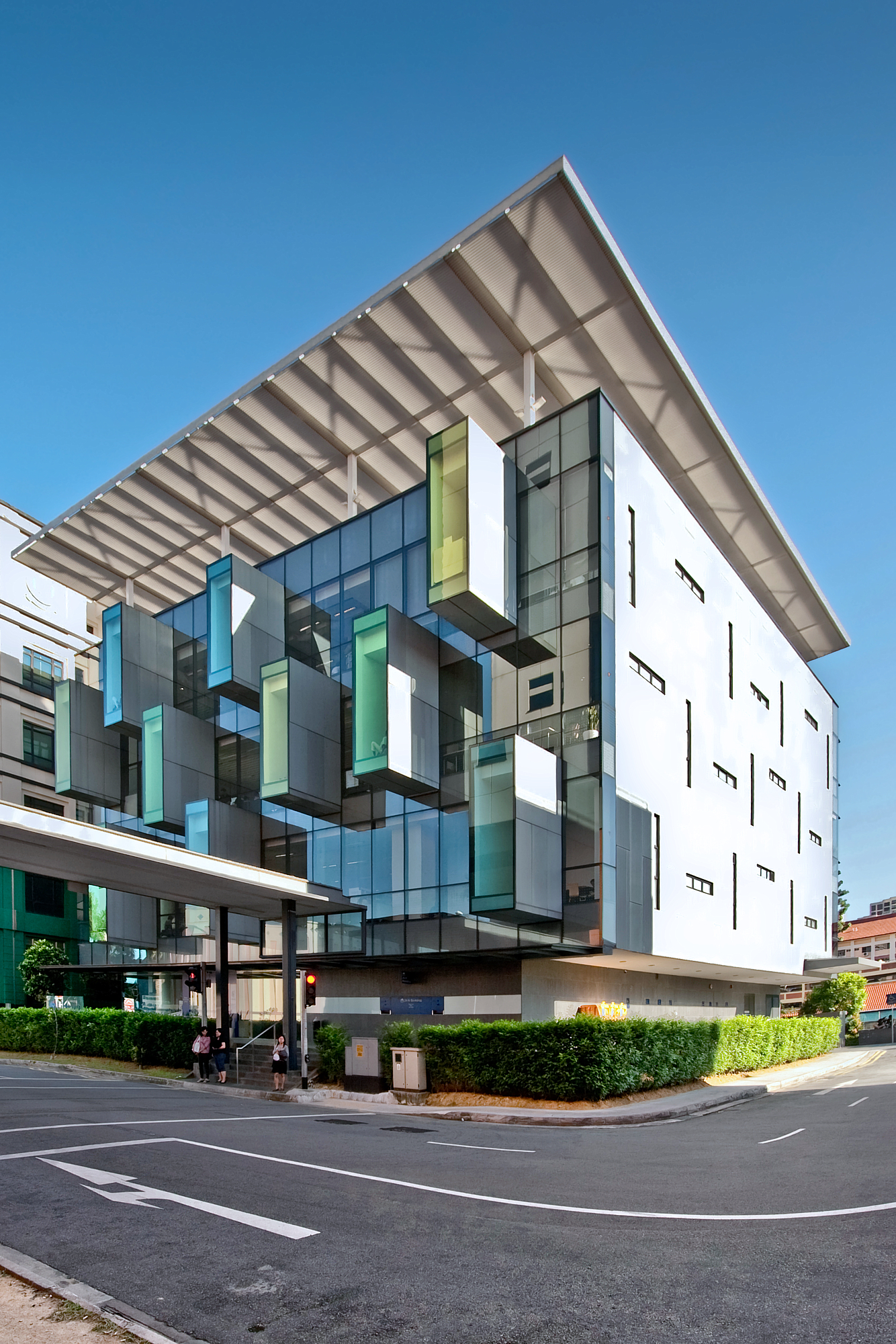
کتابخانه عمومی بیشان

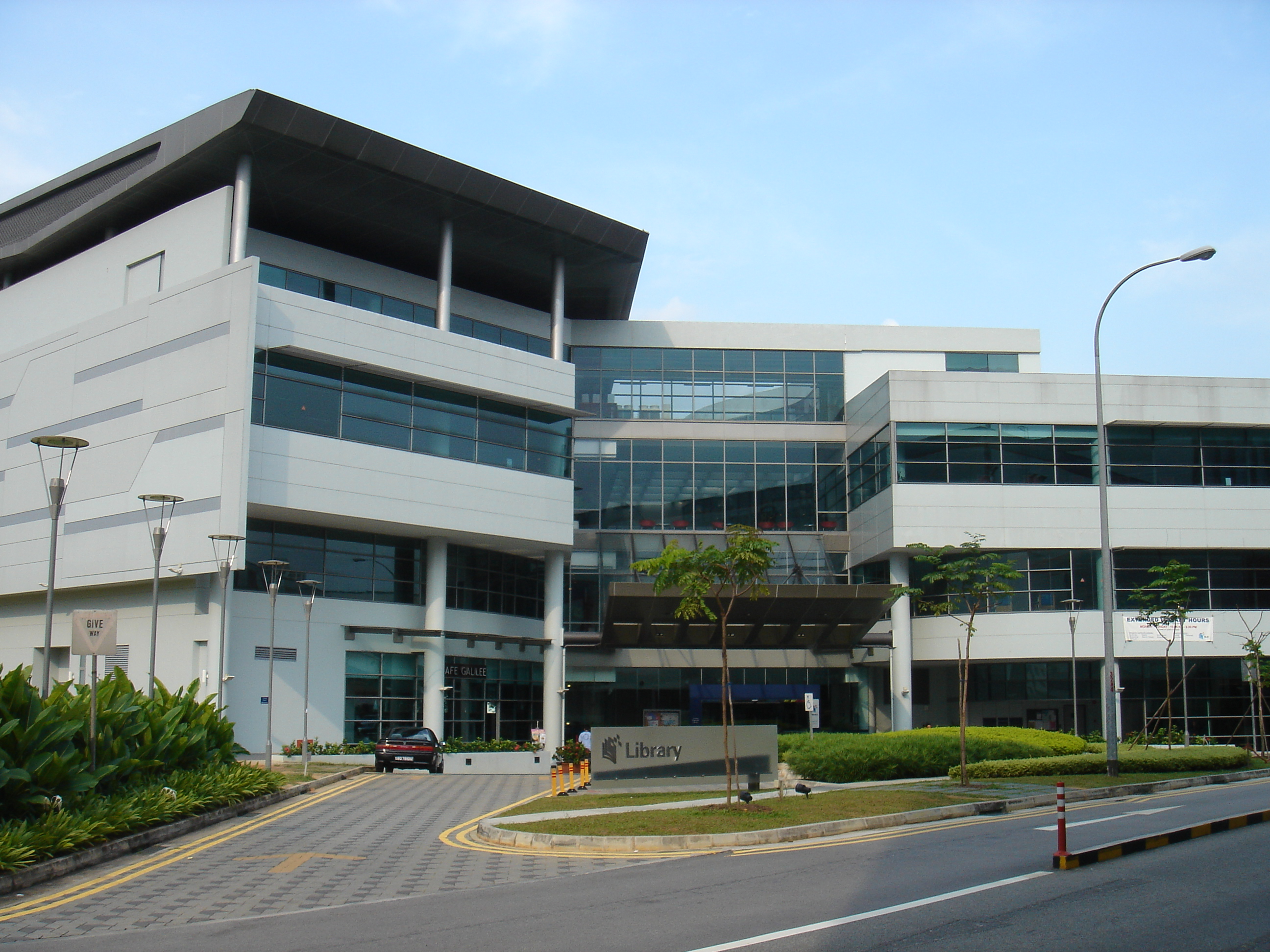
کتابخانه منطقه‌ای جورونگ

هیئت کتابخانه ملی (NLB) یک هیئت قانونی زیر نظر وزارت ارتباطات و اطلاعات دولت سنگاپور است. NLB وظیفه دارد کتابخانه‌های عمومی را مدیریت کند و آنها را به عصر اطلاعات هدایت کند. هدف NLB ایجاد «کتابخانه‌های بدون مرز» است، که سنگاپوری‌ها را با کتابخانه و دنیای خارج مرتبط کند. NLB نقشه راه سنگاپور به سوی جامعه دانش و کشور هوشمند است.
کتابخانه‌های ملی سنگاپور کتاب‌هایی را به هر چهار زبان رسمی سنگاپور نگهداری می‌کنند: انگلیسی، چینی، مالایی و تامیل. به غیر از کتاب‌های کاغذی، کتابخانه‌ها سی‌دی رام، دی‌وی‌دی رام، وی‌سی‌دی، نوار ویدیویی، کتاب صوتی روی سی‌دی، مجلات و نشریات، دی وی دی ویدئو، بلوری و سی‌دی‌های موسیقی را نیز به امانت می‌گیرند. مؤسسه شاخص آن، کتابخانه ملی، سنگاپور، از ۲۲ ژوئیه ۲۰۰۵ به محل جدید خود در خیابان ویکتوریا نقل مکان کرده‌است.

## تاریخچه
اگرچه NLB در ۱ سپتامبر ۱۹۹۵ تشکیل شد، ولی تاریخچه آن به دهه ۱۸۲۰ برمی‌گردد، زمانی‌که سر استامفورد رافلز، بنیانگذار سنگاپور مدرن، برای اولین بار ایده تأسیس یک کتابخانه عمومی در مستعمره پر رونق را مطرح کرد. این کتابخانه قرار بود در سال ۱۹۶۰ به کتابخانه ملی سنگاپور تبدیل شود، قبل از اینکه با راه اندازی کتابخانه‌های شعبه در شهرهای مختلف جدید به حومه شهر گسترش یابد.